# آذر ابتهاج
آذرنوش ابتهاج (متولد ۱۲۹۹؛ نام پیش از ازدواج صنیع همایون) دندانپزشک و بانکدار ایرانی است.

## زندگی‌نامه
آذر صنیع در بابل به دنیا آمد. پدر او، حسین صنیع شیرازی و از دندانپزشکان صاحب نام مازندران و خواهرزادهٔ فرصت‌الدوله شیرازی بود. آذر صنیع در سال تحصیلی ۱۸–۱۳۱۷ وارد دانشکده دندانپزشکی دانشگاه تهران شد و دورهٔ پنج سالهٔ دندانسازی را طی و فارغ‌التحصیل شد. در سال ۱۳۳۰ مجدداً وارد دانشگاه شد و در سال ۱۳۳۲ مدرک دکتری گرفت و به کار در دانشگاه مشغول شد. او مؤسس و سردبیر «مجلهٔ دندان‌پزشکی» منتشر شده با هزینهٔ شخصی خود بوده است. شوهر اول آذر صنیع، مهندس هاشم عروضی (درگذشت ۱۳۲۹) بود که فرزندانی با نام‌های علیرضا و الهه از او دارد. شوهر دوم او مهندس ابوذر نام داشت. در سومین بار، او در سال ۱۳۳۵ با ابوالحسن ابتهاج که در سال‌های اول پادشاهی محمدرضا پهلوی در دولت ایران مناصبی چون ریاست سازمان برنامه را برعهده داشت ازدواج کرد. ابوالحسن ابتهاج در این زمان در آستانهٔ ۶۰ سالگی بود و ۲۶ سال بود که با زن اولش زندگی کرده بود. ابوالحسن ابتهاج گفته در یکی از مهمانی‌های برادرش با آذر آشنا شده است و او از همسر اولش مریم معزالدوله نبوی که از او فرزندی نداشت جدا شده و با آذر ازدواج کرده است. گفته شده شاهزاده اشرف پهلوی این زوج را با یکدیگر آشنا کرده است. به گفتهٔ حسین فردوست اشرف ترتیب طلاق صنیع از همسرش و ازدواج او با ابتهاج را داد. ابتهاج تنها با راکت تنیس، چوب گلف و کتابهایش خانه‌اش را ترک کرد و با صنیع ازدواج کرد. ابوالحسن ابتهاج در سال ۱۹۶۱ پس از ناخرسندی دولت ایران از نظرات او در یک مصاحبه راجع به رابطهٔ ایران و آمریکا، در بازگشت از آمریکا دستگیر شد. پس از بازداشت ابوالحسن ابتهاج، آذر هم در سال ۱۳۴۸ پس از ۱۶ سال کار از هیئت علمی دانشگاه تهران اخراج شد.
پس از این ازدواج آذر ابتهاج فعالیت اقتصادی را شروع کرد و با تأسیس بانک ایرانیان توسط شوهرش با شراکت چند بانک بزرگ آمریکایی، او هم در سال ۱۳۳۸ به عنوان اولین زن در ایران عضو هیئت مدیرهٔ یک بانک شد. آن‌ها بعداً این بانک را به هژبر یزدانی فروختند. او فعالیت زیادی در زمینهٔ خرید و فروش سهام داشت و بیشتر وکالت ابتهاج را انجام می‌داد. به دلیل علاقه به زادگاهش شمال ایران، بیشتر املاک خود را در این منطقه خریداری می‌کرد. او مؤسس و عضو هیئت مدیرهٔ بولینگ شمیرانات و به همراه شوهرش صاحب بیمهٔ بین‌المللی ایران و آمریکا بودند. ابتهاج تنها زن در میان ۵۳ نفری بود که اموالشان پس از انقلاب ۱۳۵۷ بر اساس قانون حفاظت و توسعهٔ صنایع ایران مصادره شد. ابتهاج و همسرش در اردیبهشت ۱۳۵۷ برای معالجهٔ چشم شوهرش (لیزیک) از ایران خارج شدند و ابتدا در کن فرانسه و سپس در لندن اقامت کردند. اموالی که توانستند از ایران خارج کنند آن‌ها را قادر ساخت زندگی متجملی در اروپا داشته باشند. خانهٔ آذر ابتهاج در لندن، محفلی برای نویسندگان و روشنفکران ایرانی است و او یک کتابفروشی در این شهر برای ایرانیان گشوده است. او پس از مرگ شوهرش در تهران و پاریس زندگی می‌کند.
ابتهاج و همسرش دو فرزند به نام‌های شهرزاد (متولد ۱۹۵۸) و داور (متولد ۱۹۶۱) دارند. ابوالحسن ابتهاج پس از ازدواج با آذر صنیع، دو فرزند او از ازدواج اولش را به فرزندخواندگی پذیرفت.